# La Batería Park
La Batería Park är en park i Spanien.   Den ligger i provinsen Provincia de Málaga och regionen Andalusien, i den södra delen av landet, 400 km söder om huvudstaden Madrid. La Batería Park ligger 49 meter över havet.
Terrängen runt La Batería Park är kuperad åt nordväst. Havet är nära La Batería Park åt sydost. Närmaste större samhälle är Málaga, 14,0 km nordost om La Batería Park. 